# 桃園體育園區站
桃園體育園區站是桃園捷運機場線的一座車站，位於桃園市中壢區。桃園體育園區站設有兩座側式月台及兩股軌道。

## 歷史
中華民國交通部自1989年展開桃園都會區大眾捷運系統的規畫，而為進一步加速台灣省各地的捷運建設，1990年12月29日，行政院正式下達台79交39519號函令，指示辦理包括桃園都會區在內的四個省轄都會區大眾捷運系統的規畫作業，桃園都會區大眾捷運系統的各項規畫與建設工作全面啟動。
1993年3月，受行政院命令主責台灣省各省轄都會區大眾捷運系統規畫與建設工作的台灣省政府住宅及都市發展局，歷時兩年餘正式完成「桃園都會區捷運系統規劃」，台灣省政府住宅及都市發展局當時規畫的桃園都會區大眾捷運系統由包括藍線在內的三線所組成，而被稱為B06站的桃園體育園區站，就是桃園捷運藍線15座車站中的一員。:3-3~3-6:3-26
然而，在原先由台灣省政府辦理的各省轄都會區大眾捷運系統規畫與建設，因1998年台灣省政府功能業務與組織調整，改由交通部轄下的交通部高速鐵路工程局負責後，桃園捷運藍線被更名為「中正國際機場至桃園都會區（含高鐵桃園站聯外）軌道系統」，於2003年9月9日在行政院的核復下併入桃園機場捷運辦理。
原先被稱為B06站的聖德學院站:1-7，則改為桃園機場捷運中的A19站:3-26，於2008年9月18日動工、2008年9月22日定名為「桃園體育園區站」:2-1，並於2017年3月2日隨桃園機場捷運的通車完工啟用。

## 車站概要
本站坐落於高鐵南路二段，車站編號為A19。

## 車站構造

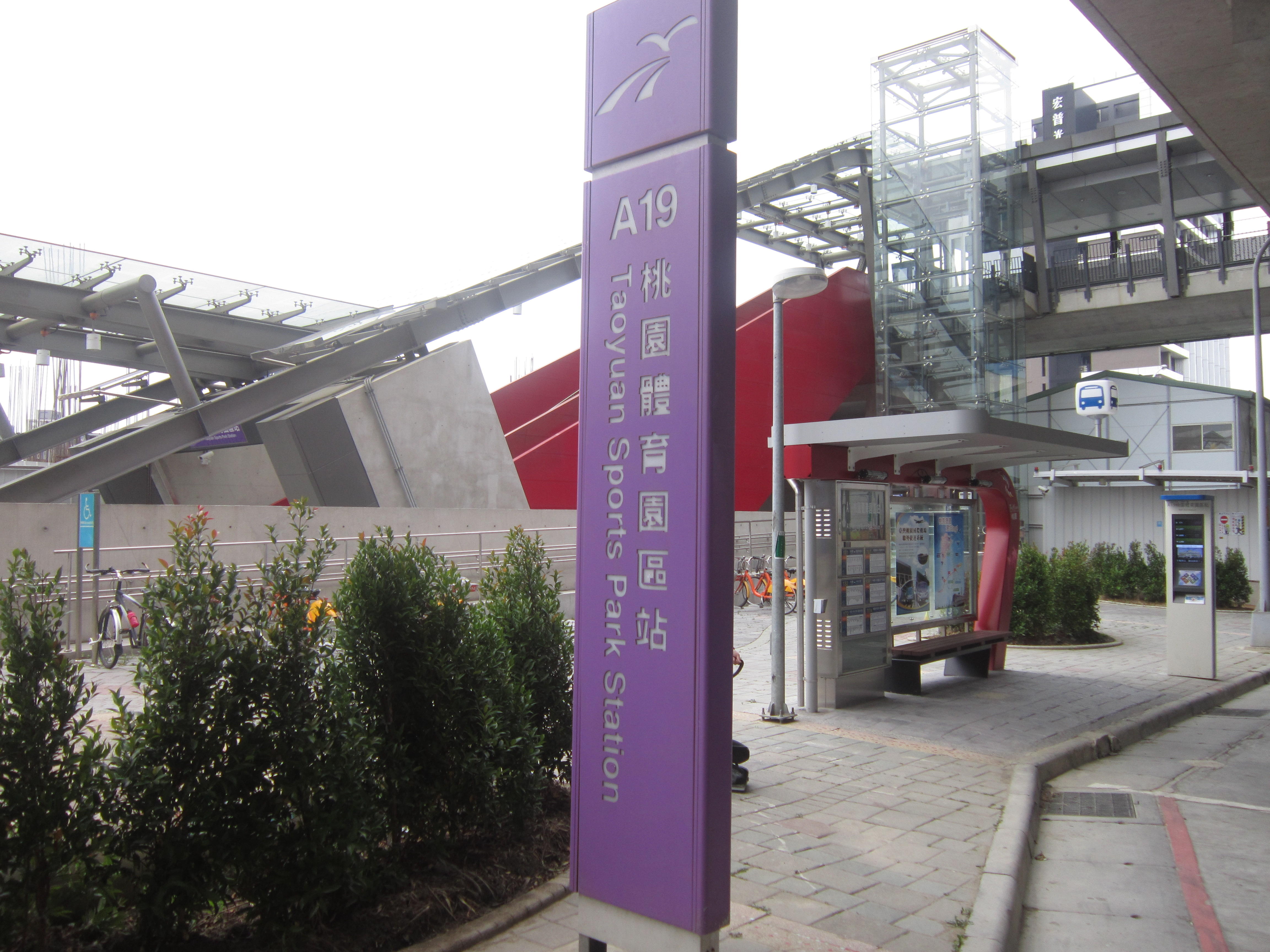
站名牌。

本站為一座地上三層的車站，擁有長約148.8公尺的站體，內部設有兩座寬達27.0公尺的側式月台，並設有半罩式月台門。月台層與穿堂層間設有六座樓梯、兩座電扶梯、兩座電梯，穿堂層與地面層間也設有兩座樓梯、一座電扶梯、一座電梯。

### 車站樓層
| 3F | 月台層             | 公共電話 |
| 3F | 側式月台，右側開門 | |
| 3F | ①號月台            | ← 機場線普通車往老街溪方向（興南站） ← 機場線普通車（演唱會疏運部分班次）列車過站不停 ← 機場線環北直達車 列車過站不停 |
| 3F | ②號月台            | 機場線普通車往台北方向（高鐵桃園站）→ 機場線普通車（演唱會疏運部分班次）列車過站不停→ 機場線環北直達車 列車過站不停→  |
| 3F | 側式月台，右側開門 | |
| 2F | 穿堂層             | 電扶梯、電梯及樓梯往月台層                                                                                            |
| 2F | 穿堂層             | 廁所 |
| 2F | 穿堂層             | 驗票閘門、車站詢問處、自動售票機、公共電話                                                                            |
| 2F | 穿堂層             | 電扶梯、電梯及樓梯往出入口                                                                                            |
| G  | 地面               | 1號出口（位於中豐北路一段）                                                                                           |

### 車站出口
| 出入口                             | 圖片 | 位置             |
| ---------------------------------- | ---- | ---------------- |
| 單一出入口 · 設有電梯 · 設有手扶梯 |      | 高鐵南路二段西面 |
| 註： 設有電梯 \| 設有手扶梯        |      |                  |

### 聯合開發
桃園體育園區站的聯合開發面積約1.86公頃，投資機構為冠德建設，興建地下四層、地上24層、樓板面積29,530坪的建築。地上層提供了680坪的主題式開放空間，地上一層至六層為環球購物中心桃園A19店；地上六層至24層為住宅及酒店服務式公寓。建築地上三層與捷運站有連通。

## 利用狀況
| 年   | 1日平均 | 1日平均 | 1日平均 |
| 年   | 上車    | 來源    |         |
| ---- | ------- | ------- | ------- |
| 2017 | 766     | [ 18 ]  |         |
| 2018 | 801     | [ 18 ]  |         |

## 車站周邊
桃園體育園區站附近有許多景點、公共設施、政府機關，包括樂天桃園棒球場、環球購物中心桃園 A19、桃園航空城世界貿易中心、桃園市立美術館、亞洲人才交流中心、國立陽明交通大學桃園全球校區等。
而與樂天桃園棒球場相鄰的特點，也讓該球場成為台灣第一座與捷運連接的棒球場。
- 桃園市公共自行車租賃系統 捷運桃園體育園區站(A19)

### 公車資訊

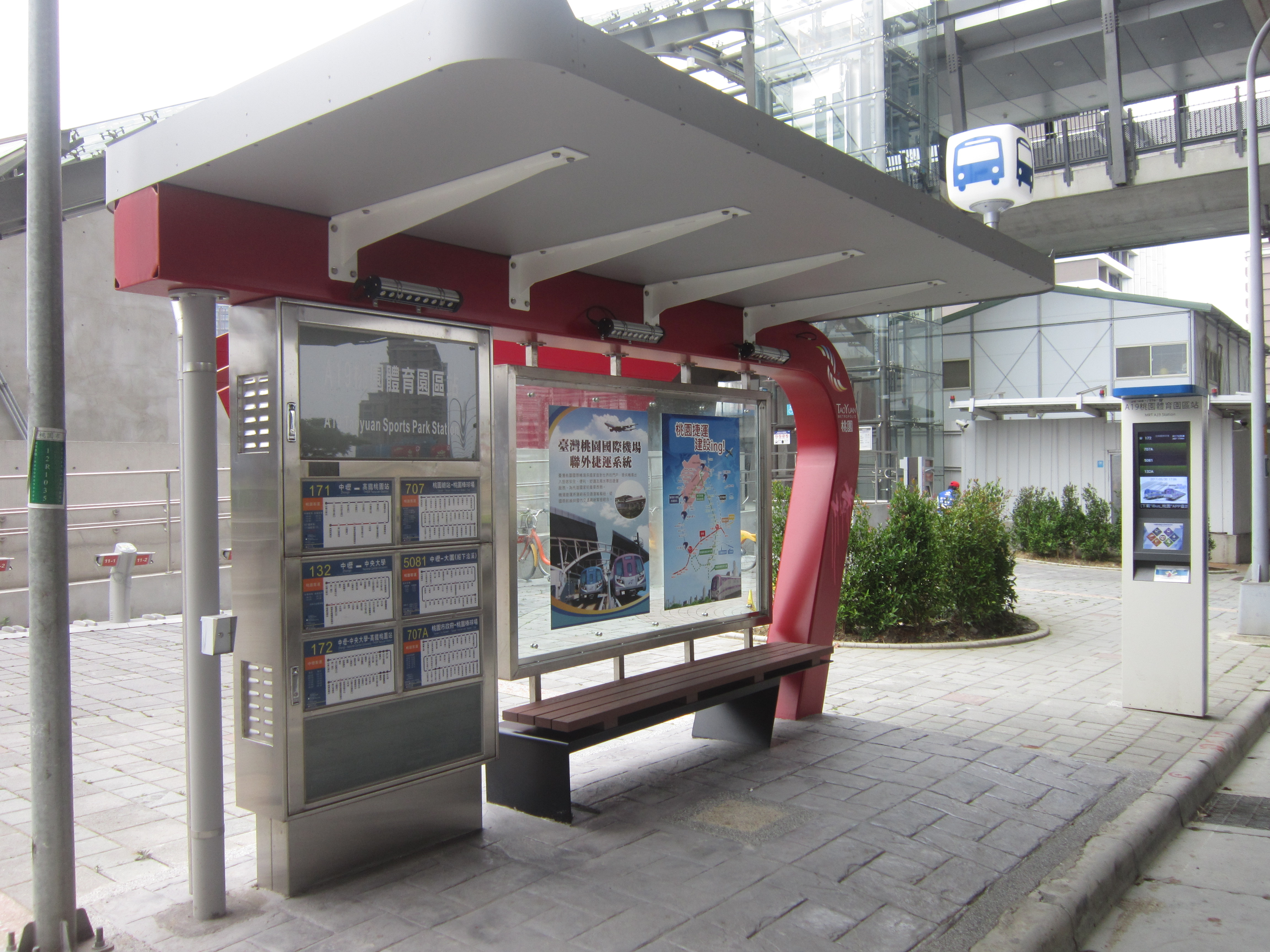
公車候車亭及後方的桃園體育園區站。

桃園體育園區站有8條公車路線與其連接。
| 編號  | 經營業者          | 區間                   | 備註                 |
| ----- | ----------------- | ---------------------- | -------------------- |
| 173   | 桃園客運 中壢客運 | 中央大學－高鐵桃園站   |                      |
| 707   | 桃園客運          | 桃園－桃園棒球場       |                      |
| L206  | 勁揚通運          | 中壢區公所－中壢區公所 | 大崙橘線             |
| L206A | 勁揚通運          | 中壢區公所－中壢區公所 | 大崙橘線(繞駛山安路) |
| L207  | 勁揚通運          | 中壢區公所－中壢區公所 | 大崙紫線             |
| L207A | 勁揚通運          | 中壢區公所－中壢區公所 | 大崙紫線(繞駛山安路) |
| L605  | 桃園客運          | 新屋區公所－高鐵桃園站 | 高鐵線               |
| L605A | 桃園客運          | 新屋區公所－長庚醫院   | 高鐵線(延駛長庚醫院) |

## 外部連結
- 桃園捷運 桃園體育園區站 （页面存档备份，存于）（繁體中文）
- 桃園大眾捷運股份有限公司->乘車指南->路網圖（繁體中文）